# 북부쿠올
북부쿠올(Dasyurus hallucatus)는 주머니고양이과에 속하는 유대류의 일종이다. 오스트레일리아 토착종으로 육식동물이다. 오스트레일리아 쿠올 중에서 가장 독특한 종으로 불리기도 한다. 1842년 표본을 처음 수집한 박물학자 겸 저자 존 굴드(John Gould)가 처음 기술했다.